# Club Bàsquet Girona 1991-1992
Questa voce raccoglie le informazioni riguardanti il Club Bàsquet Girona nelle competizioni ufficiali della stagione 1991-1992.

## Stagione
La stagione 1991-1992 del Club Bàsquet Girona è la 4ª nel massimo campionato spagnolo di pallacanestro, la Liga ACB.

## Roster
Aggiornato al 8 febbraio 2025.
| Valvi Girona 1991-92 | Valvi Girona 1991-92 |
| Giocatori            | Staff tecnico        |
| -------------------- | -------------------- |

| N. | Naz.                                       | Ruolo | Nome             | Anno | Alt.   | Peso   |  |
| -- | ------------------------------------------ | ----- | ---------------- | ---- | ------ | ------ |  |
| 4  | Spagna (bandiera)                          | AP    | Alfonso Ribas    | 1970 | 196 cm |        |  |
| 5  | Spagna (bandiera)                          | P     | Joaquim Costa    | 1957 | 184 cm |        |  |
| 6  | Spagna (bandiera)                          | P     | Jordi Puig       | 1971 | 182 cm |        |  |
| 7  | Spagna (bandiera)                          | AG    | Gerard Darnés    | 1972 | 198 cm |        |  |
| 8  | Spagna (bandiera)                          | AP    | Claudi Martínez  | 1971 | 198 cm |        |  |
| 9  | Spagna (bandiera)                          | C     | Xavier Gotarra   | 1972 | 202 cm |        |  |
| 10 | Stati Uniti (bandiera)                     | AC    | Darryl Middleton | 1966 | 202 cm | 104 kg |  |
| 11 | Spagna (bandiera)                          | PG    | Joan Colomé      | 1971 | 186 cm |        |  |
| 12 | Stati Uniti (bandiera) · Spagna (bandiera) | C     | Matt White       | 1957 | 208 cm | 98 kg  |  |
| 13 | Spagna (bandiera)                          | C     | Xavi Ruiz        | 1970 | 208 cm |        |  |
| 14 | Jugoslavia (bandiera)                      | G     | Duško Ivanović   | 1957 | 196 cm | 93 kg  |  |
| 15 | Spagna (bandiera)                          | A     | Juan Rosa        | 1968 | 206 cm |        |  |

| Allenatore                                                                          |
| - Alfred Julbe                                                                      |
| Assistente/i                                                                        |
| - Trifón Poch - Pepe Rodríguez Legenda - (C) Capitano - (IN) Inattivo - Infortunato |

## Mercato

### Sessione estiva
| Acquisti | Acquisti         | Acquisti | Acquisti   | Acquisti |
| R.a      | Nome             | da       | Modalità   |          |
| -------- | ---------------- | -------- | ---------- | -------- |
| AC       | Darryl Middleton | Aresium  | definitivo |          |

| Cessioni | Cessioni            | Cessioni          | Cessioni       | Cessioni |
| R.       | Nome                | a                 | Modalità       |          |
| -------- | ------------------- | ----------------- | -------------- | -------- |
| P        | José Manuel Navarro | Círculo Badajoz   | fine contratto |          |
| GA       | Josep María Margall | Andorra           | fine contratto |          |
| AP       | Richard Rellford    | S. Falls Skyforce | fine contratto |          |
| AG       | George Johnson      | Free agent        | fine contratto |          |
| C        | Toni Espinosa       | Círcol Catòlic    | fine contratto |          |